# Isthmiella abietis
Isthmiella abietis är en svampart som först beskrevs av Dearn., och fick sitt nu gällande namn av Darker 1967. Isthmiella abietis ingår i släktet Isthmiella och familjen Rhytismataceae.   Inga underarter finns listade i Catalogue of Life.